# Reserva Comunal Asháninka
Die Reserva Comunal Asháninka (RCAS) ist ein peruanisches Schutzgebiet von kommunalem Rang, das sich über die Westflanke der nördlichen Cordillera Vilcabamba erstreckt. Das Schutzgebiet wurde am 14. Januar 2003 eingerichtet. Verwaltet wird es von der staatlichen Naturschutz-Agentur Servicio Nacional de Areas Naturales Protegidas por el Estado (SERNANP). Das Areal besitzt eine Größe von 1844,68 km². Es dient der Erhaltung des tropischen Nebelwaldes und damit einem Ökosystem endemischer und bedrohter Pflanzen- und Tierarten. Es wird in der IUCN-Kategorie VI als ein Schutzgebiet geführt, dessen Management der nachhaltigen Nutzung natürlicher Ökosysteme und Lebensräume dient. Das Areal bildet das Siedlungsgebiet der indigenen Volksgruppe der Asháninka.

## Lage
Das Schutzgebiet erstreckt sich entlang der westlichen und nördlichen Grenze des Nationalparks Otishi und ist Teil eines Verbundes mehrerer Schutzgebiete. Es liegt an der Westflanke der nördlichen Cordillera Vilcabamba in den Distrikten Río Tambo (Provinz Satipo, Region Junín) und Pichari (Provinz La Convención, Region Cusco). Das Gebiet wird über die Flüsse Río Ene und Río Tambo entwässert.

## Ökosystem
Das Schutzgebiet befindet sich in der kollinen Höhenstufe am Rande des Amazonastieflands. Zu den Säugetieren in dem Gebiet gehören Spitzmausbeutelratten (Monodelphis), Klammeraffen (Ateles), der Braunrückentamarin (Leontocebus fuscicollisder), der Ozelot (Leopardus pardalis), der Jaguar (Panthera onca), der Flachlandtapir (Tapirus terrestris), das Weißbartpekari (Tayassu pecari), das Halsbandpekari (Pecari tajacu), das Neunbinden-Gürteltier (Dasypus novemcinctus), das Paka (Cuniculus paca), der Brillenbär (Tremarctos ornatus), der Puma (Puma concolor), der Großmazama (Mazama americana) und das Capybara (Hydrochoerus hydrochaeris). Zur Vogelwelt des Gebietes gehört die Weißkehl-Kreischeule (Megascops albogularis), der Bonapartewaldsänger (Myiothlypis luteoviridis), der Weißflecken-Ameisenpitta (Grallaria erythroleuca), der Amazonashokko (Mitu tuberosum), der Spixguan (Penelope jacquacu), Gelbbrustara (Ara ararauna), der Scharlachara (Ara macao) und der Andenfelsenhahn (Rupicola peruvianus). Zur Flora gehört der Kapokbaum (Ceiba pentandra), die Gattung Virola, das Amerikanische Mahagoni (Swietenia macrophylla), die Westindische Zedrele (Cedrela odorata), Cedrelinga cateniformis, der Balsabaum (Ochroma pyramidale), Matisia cordata, Myroxylon balsamum, Steinnusspalmen (Phytelephas), die Palmengattung Astrocaryum und die Buriti-Palme (Mauritia flexuosa).